# Jayandra Soni
Jayandra Soni (Hindi: जयेन्द्र सोनी Jayendra Sonī, * 1947 in Stanger, Natal, Südafrika) ist ein indischstämmiger, südafrikanischer Indologe.

## Leben
Soni studierte Philosophie und Religionswissenschaft an den Universitäten in Durban, Varanasi und Hamilton. 1978 promovierte er in Philosophie über The Human Predicament: A Critique of Some Philosophical Perspectives und 1987 in Religionswissenschaft über Toward an Understanding of Man in Śaiva Siddhānta: A Study in Philosophical Anthropology.
Vom Oktober 1991 bis zu seinem Ruhestand im Mai 2012 arbeitete er als Lektor an der Philipps-Universität Marburg in der Abteilung Indologie und Tibetologie. Er lehrte dort die indischen Sprachen Sanskrit, Hindi und seine Muttersprache Gujarati sowie Indische Philosophie, insbesondere die Yoga- und Jaina-Philosophie.
Nach seiner Tätigkeit in Marburg zog er nach Österreich und hält teilzeitbeschäftigt Seminare über Indische Philosophie an der Universität Innsbruck. Anfang 2012 wurde er zum Generalsekretär der International Association of Sanskrit Studies (IASS) gewählt.

## Schriften (Auswahl)
- Philosophical Anthropology in Śaiva Siddhānta with Special Reference to Śivāgrayogin. Delhi: Motilal Banarsidass 1989 (= Dissertationsschrift).
- Mitübersetzer: Die Heiligen Hetäre (Bhagavadajjukam). Eine indische Yoga-Komödie. München: Kirchheim Verlag 2006.
- mit Ram Adhar Mall: Kleines Lexikon der Indischen Philosophie. Freiburg/München: Verlag Karl Alber 2009 (Welten der Philosophie, 1).
- mit Luitgard Soni: Sanskrit Studies in Austria, Germany and Switzerland. 1950–2010. Delhi: Rashtriya Sanskrit Sansthan 2012.
- Herausgeber: Jaina Studies. Proceedings of the DOT 2010 Panel in Marburg, Germany. New Delhi: Aditya Prakashan 2012.